# Мануель де Бернардо Альварес
Мануель де Бернардо Альварес дель Касаль (ісп. Manuel de Bernardo Álvarez del Casal; 21 травня 1743 — 10 вересня 1816) — південноамериканський політик, останній президент Вільної Держави Кундінамарка.

## Біографія
Народився 1743 року в Санта-Фе-де-Боготі. В 1762—1768 роках вивчав право в коледжі Святого Варфоломія, пізніше захистив дисертацію з теології та став професором цивільного й канонічного права. 1768 року одружився з Хосефою Лосано де Перальте, яка була дочкою маркіза де Сан-Хорхе; таким чином він поріднився з однією з найзаможніших та найвпливовіших родин колонії. Обіймав різні посади в колоніальній адміністрації, від 1789 року був членом столичної міської ради.
Під час революційних заворушень 1810 року Мануель де Бернардо Альварес став членом Верховної Народної Хунти Нової Гранади. Він почав видавати газету «Aviso al Público». Користуючись своїм становищем, він агітував за звільнення сина своєї сестри, Антоніо Наріньйо, який перебував в ув'язненні в Картахені. Йому вдалось домогтись бажаного результату, й у грудні Наріньйо прибув до Боготи.
Хунта в Боготі, попри свою назву, контролювала тільки місто; багато місцевих хунт не бажали коритись колишній столиці віцекоролівства. У грудні 1810 року відбувся з'їзд представників повстанців, головою якого став Мануель де Бернардо Альварес, а секретарем — Антоніо Наріньйо. Оскільки на з'їзд зібрались представники лише шести провінцій (Антіокія, Картахена, Касанаре, Памплона, Тунха й Попаян), то він не зміг укласти конституцію.
Тоді в провінції Кундінамарка, до складу якої входила Санта-Фе-де-Богота, було зібрано провінційну Конституційну Асамблею, що обрала президентом Хорхе Тадео Лосано. Конституція проголошувала незалежність Вільної Держави Кундінамарка, втім формально визнавала владу іспанського короля, відкидаючи його представників — віцекоролів. Альварес і Наріньйо розпочали кампанію проти президента Лосано й домоглись його виходу у відставку. Наріньйо став новим президентом і розпочав будівництво сильної централізованої держави, що зрештою призвело до громадянської війни між «централістами» та «федералістами». 16 липня 1813 року Конституційний конгрес, який все ще очолював Альварес, оголосив Кундінамарку цілком незалежною державою, що більше не підпорядковувалась іспанському королю.
Навесні 1814 року Наріньйо вирушив на південь, щоб відбити напад роялістів, передавши президентські повноваження Альваресу. Під час боїв Наріньйо зазнав поранення й потрапив у полон. тим часом «федералісти» вдались до чергового наступу на Боготу, й 11 грудня 1814 року Сімон Болівар узяв місто. Мануель де Бернардо Альварес пішов з політики.
Після того, як 1816 року в Новій Гранаді було відновлено іспанську владу, в країні запанував режим терору. Мануеля де Бернардо Альвареса було заарештовано й 10 вересня того ж року страчено в Боготі.